# Cibunarjaya
Cibunarjaya is een bestuurslaag in het regentschap Sukabumi van de provincie West-Java, Indonesië. Cibunarjaya telt 7107 inwoners (volkstelling 2010).